# Adams-Farwell
Adams-Farwell was een Amerikaanse autofabrikant uit Dubuque, Iowa. Adams-Farwell werd opgericht door Herbert Adams, Eugene Adams en Fay Oliver Farwell. Het bedrijf werd in 1889 opgericht en verdween in 1912. Ze hadden 5 prototypes met 20 tot 25 pk (19 KW) en luchtgekoelde drie-cilinder motor met een verticale krukas op het achteras. 
Het 5e prototype kwam in productie van 1905 tot 1912, ze bouwde 52 auto's, waarvan de laatste de Model 9 die een 8-liter 5-cilinder motor met 50 pk (37 KW). De auto kostte 3500 Amerikaanse Dollars.